# Euclimacia rufa
Euclimacia rufa är en insektsart som beskrevs av Esben-petersen 1928. Euclimacia rufa ingår i släktet Euclimacia och familjen fångsländor. Inga underarter finns listade i Catalogue of Life.